# E.W. Bliss Company
E.W. Bliss Company – założone przez Eliphaleta Williamsa Blissa amerykańskie przedsiębiorstwo przemysłu maszynowego i zbrojeniowego, powstałe w 1885 roku jako spółka powstała z przekształcenia Mays & Bliss. Przedsiębiorstwo zajmowało się produkcją pras stosowanych w przemyśle metalowym oraz produkcją amunicji, w tym torped.
E.W. Bliss Company uzyskała licencję na produkcję torped Roberta Whiteheada dla amerykańskiej marynarki wojennej, dla której w latach 1896–1904 wyprodukowała 438 torped rozpoczynając w ten sposób działalność na tym rynku.